# Mircea Snegur
Mircea Ion Snegur (ur. 17 stycznia 1940 w Trifănești, zm. 13 września 2023 w Kiszyniowie) – mołdawski polityk i agronom, działacz komunistyczny, w latach 1990–1996 prezydent Mołdawii.

## Życiorys
W 1961 ukończył studia w instytucie rolniczym w Kiszyniowie, odbył później studia podyplomowe z zakresu hodowli zwierząt. Doktoryzował się z nauk rolniczych. Zawodowo pracował od 1961. Był agronomem i dyrektorem w kołchozie w rejonie Florești. W latach 1968–1973 pełnił funkcję dyrektora rolniczej stacji badawczej, następnie do 1978 dyrektora sekcji w resorcie rolnictwa Mołdawskiej SRR. Od 1978 do 1981 zajmował stanowisko dyrektora generalnego rolniczego instytutu badawczego.
Był działaczem Komunistycznej Partii Mołdawii, współtworzącej Komunistyczną Partię Związku Radzieckiego. W latach 1981–1985 był pierwszym sekretarzem partii w jednym z dystryktów, a w latach 1985–1989 sekretarzem w jej komitecie centralnym. W 1985 wszedł w skład Rady Najwyższej Mołdawskiej SRR, został następnie wybrany w wyborach w 1990 do tego gremium, które przekształcono w Parlament Republiki Mołdawii. W 1989 został deputowanym do Rady Najwyższej ZSRR.
W 1989 objął stanowisko przewodniczącego Prezydium Rady Najwyższej Mołdawskiej SRR, a w 1990 przewodniczącego Rady Najwyższej Mołdawskiej SRR. 3 września 1990 został powołany na nowo utworzone stanowisko prezydenta. 27 sierpnia 1991 w okresie jego urzędowania Mołdawia ogłosiła niepodległość. W grudniu 1991 wygrał powszechne wybory prezydenckie, będąc jedynym kandydatem. W grudniu 1996 bez powodzenia ubiegał się o reelekcję – w drugiej turze głosowania pokonał go wówczas Petru Lucinschi. Zakończył urzędowanie 15 stycznia 1997.
Przewodniczył później Partidul Renașterii și Concilierii din Moldova tworzonej głównie przez agrarystów. W kadencji 1998–2001 zasiadał w Parlamencie Republiki Mołdawii. Należał też do kierownictwa działającej w latach 2002–2003 Partidul Liberal.

## Życie prywatne
Był żonaty, miał córkę (Natalię Gherman) i syna.

## Odznaczenia
Odznaczony Orderem Republiki oraz Orderem „Za Zasługi dla Litwy” III klasy.